# Joseph E. Brennan

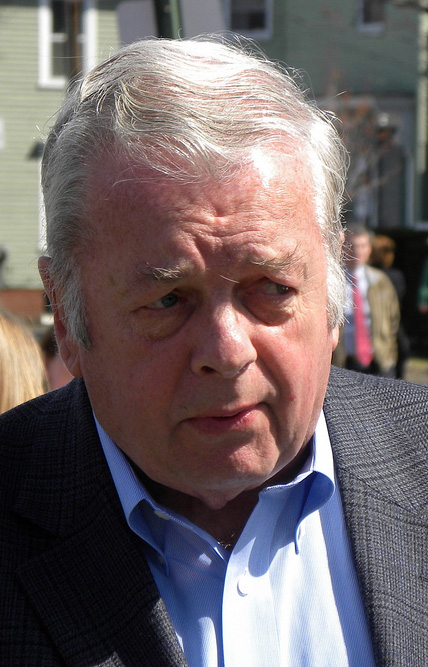
Joseph Brennan (2011)

Joseph Edward Brennan (* 2. November 1934 in Portland, Maine; † 6. April 2024 ebenda) war ein US-amerikanischer Politiker. Er war von 1979 bis 1987 Gouverneur des Bundesstaates Maine.

## Frühe Jahre und politischer Aufstieg
Nach der Grundschule war Brennan zwischen 1953 und 1955 Soldat in der US-Armee. Danach besuchte er bis 1958 das Boston College und studierte anschließend an der University of Maine Jura. Dort machte er im Jahr 1963 seinen Abschluss.
Zwischen 1965 und 1971 war Brennan Abgeordneter im Repräsentantenhaus von Maine. Seit 1970 war er auch Bezirksstaatsanwalt im Cumberland County. Von 1973 bis 1975 gehörte er dem Senat von Maine an. Im Jahr 1974 bewarb er sich erfolglos um die Nominierung seiner Demokratischen Partei für das Amt des Gouverneurs. Stattdessen wurde er zwischen 1975 und 1977 Attorney General von Maine. 1978 bewarb er sich erneut um das Amt des Gouverneurs. Diesmal wurde er von seiner Partei nominiert und von den Bürgern von Maine mit großer Mehrheit gewählt.

## Gouverneur und Kongressabgeordneter
Joseph Brennan trat sein neues Amt am 3. Januar 1979 an. Nach einer Wiederwahl im Jahr 1982 konnte er es bis zum 7. Januar 1987 ausüben. Brennan war in dieser Zeit Mitglied mehrerer Gouverneursvereinigungen. Seine Amtszeit als Gouverneur verlief ohne besondere Vorkommnisse.
Zwischen 1987 und 1991 vertrat er seinen Staat im US-Repräsentantenhaus in Washington. In den Jahren 1990 und 1994 bewarb er sich jeweils erfolglos um eine Rückkehr in das Amt des Gouverneurs von Maine und im Jahr 1996 scheiterte sein Versuch, in den US-Senat gewählt zu werden. Ab 1999 war Joseph Brennan Mitglied der Federal Maritime Commission, einer Behörde, die sich mit dem Überseehandel befasst. Brennan war mit Constance Brennan verheiratet, mit der er zwei Kinder hatte.